# Fårösunds fästning
Fårösunds fästning (1904–1915: Fårösunds kustposition) är en ur bruk tagen befästning i Fårösund på norra Gotland som byggdes 1885–1886.

## Historia
Sveriges kapacitet att värna sin neutralitet ifrågasattes efter Krimkriget 1854–1856. Storbritannien och Frankrike övertalade Sverige att befästa inloppet vid Fårö med batterier och minpositioner. Fästningen byggdes 1885–1886 och bestod av tre fasta batterier; Mellersta batteriet (batt. I), Norra batteriet (batt. II) och Södra batteriet (batt. III). Vid sekelskiftet byggdes batterierna om. Batterierna I och II fick moderna snabbskjutande 57 mm kanoner, fyra per batteri. År 1919 avvecklades fästningen och all utrustning avlägsnades. Sedan fästningen lades ned ställdes densamma 1919 till fångvårdens disposition för upprättande av en fångvårdsanstalt. Anläggningen hade föreslagits som interneringsanstalt för samhällsfarliga förbrytare, om och när lagstiftning angående sådana kom till stånd. Någon sådan lagstiftning blev aldrig aktuell och hela befästningen förklarades som byggnadsminnesmärke 1935.
År 1993 tog Statens fastighetsverk över förvaltningen av batterierna som dittills tillhört Fortifikationsverket. Under namnet Fårösunds Fästning AB, med bland annat Peter Alvérus, började man 2004 bygga ett hotell i och kring batteri I. Aktiebolaget gick i konkurs den 15 september 2004 innan byggnationen var slutförd och Statens fastighetsverk färdigställde byggnationerna. 2005–2006 arrenderas anläggningen till Björn Gustafsson. År 2008 tog Pontus Fritiof genom Pontusgruppen över hotell- och konferensanläggningen Fårösunds Fästning tillsammans med arrendatorn Björn Gustafsson. Den 17 oktober 2012 ansökte bolaget Fårösunds fästning hotell och restaurang AB om konkurs vid Stockholms tingsrätt. Konkursauktionen utgick efter att konkursförvaltaren fick till stånd en komplett rörelseöverlåtelse av verksamheten och inventarierna till den nygamla ägaren Peter Alvérus. Sedan hösten 2012 drivs Fårösunds Fästning av Alvérus och Cian Bornebusch.

## Kommendanter
- 1915–1919 – Erik Ekström

## Bilder

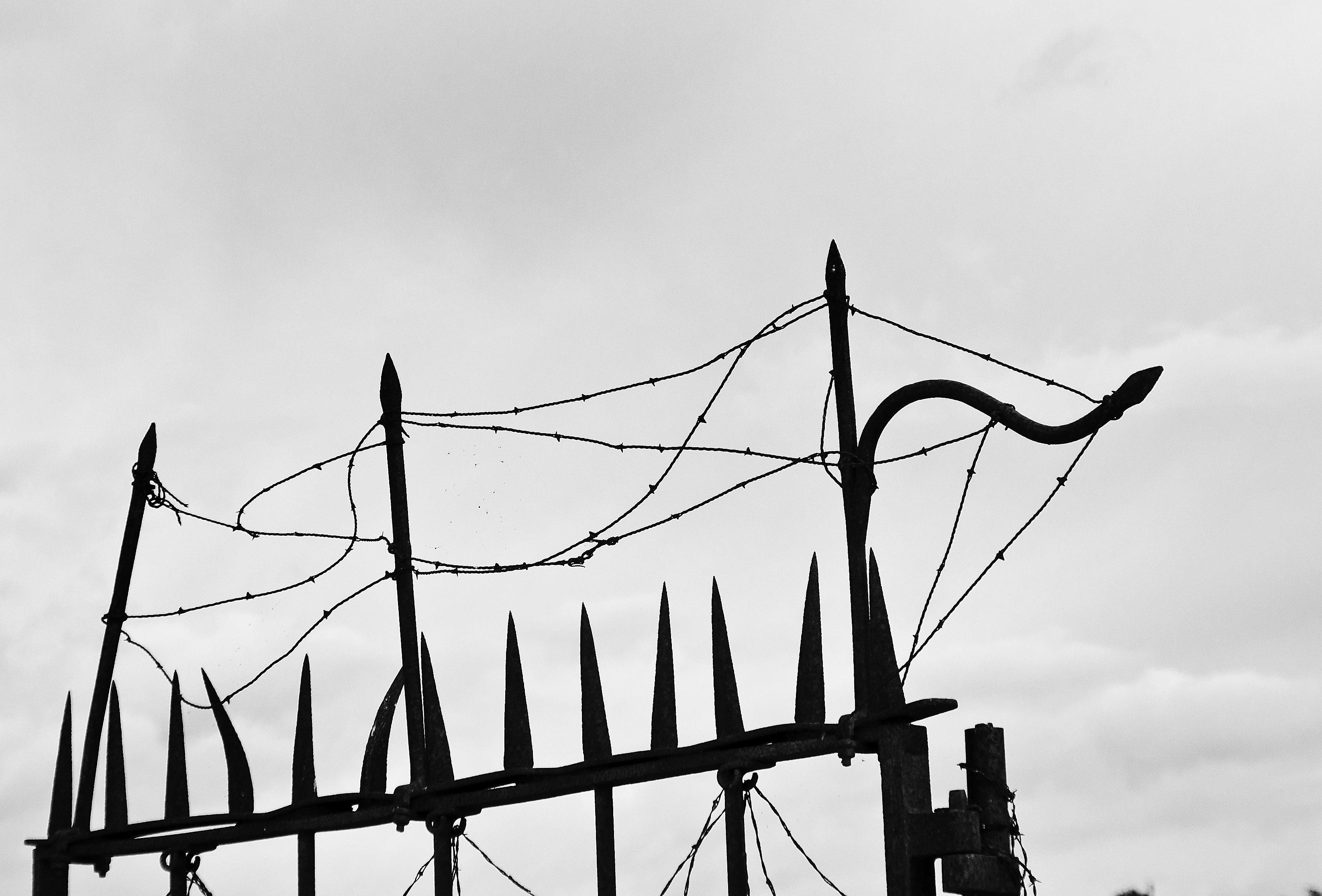
Mellersta batteriet.
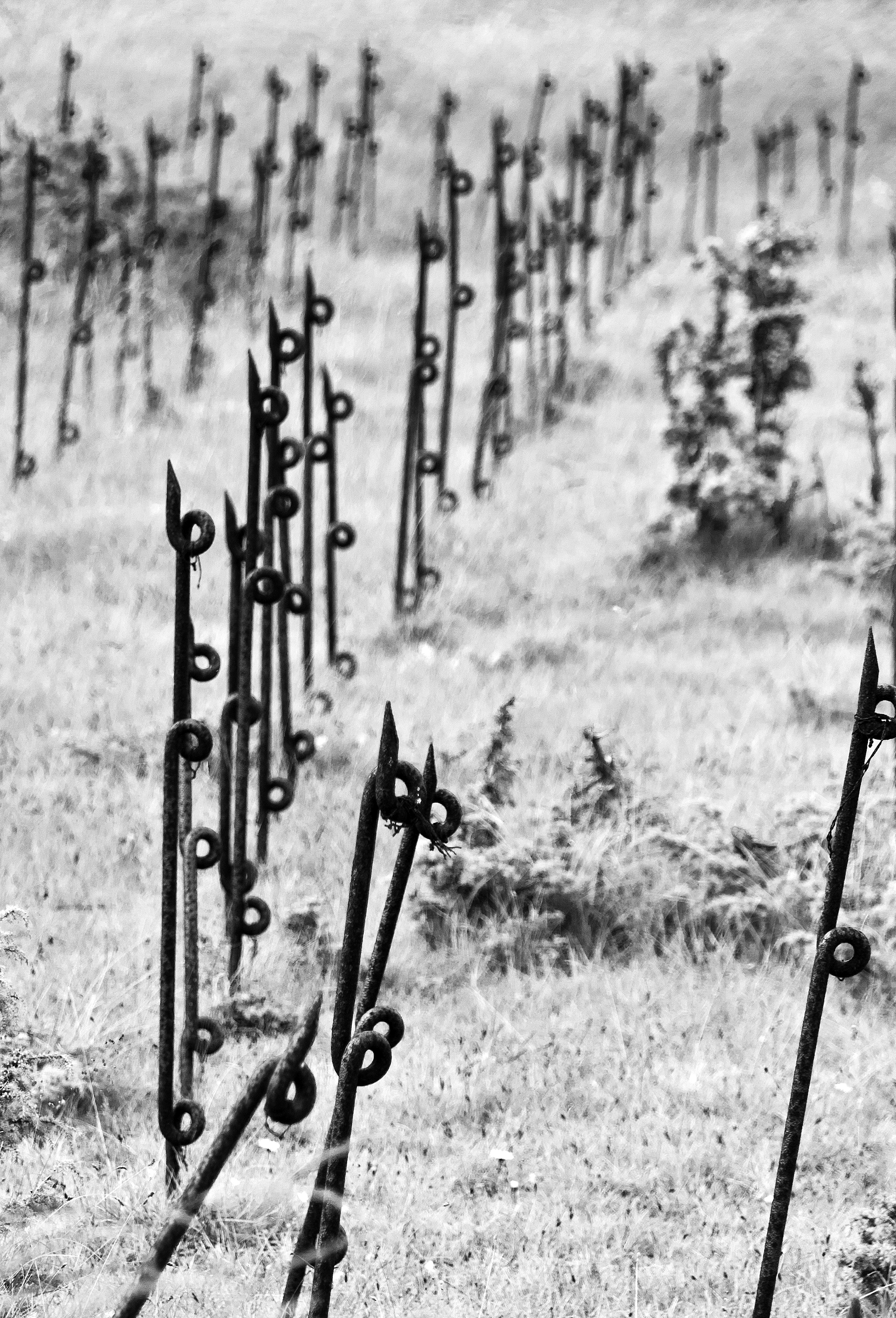
Mellersta batteriet.